# Giovanni Spezzaferri
Giovanni Spezzaferri   (Lecce, 11 de setembre de 1888 - Lodi, 1 de febrer de 1963) fou un compositor, pedagog i publicista italià. Era germà de Gaetano i pare de Laszló Spezzaferri ambdós també músics.
Estudià al Conservatori de Pesaro amb els mestres Zanella, Antonio Cicognani, A. Villanis, Mezio Agostini i d'altres. Es dedicà a la pedagogia: fundà i dirigí una escola de música a Lecce, fou director de 1917 fins 1930 de l'Institut Musical Gaffurio de Lodi i de 1930 a 1954 del «conservatori Nicolini» de Piacenza.
També va desenvolupar càrrecs importants al Sindicat Nacional de Músics i al Sindicat d'Escoles de Música. Va dirigir les revistes Evoluzione musicale, Idee e musiche contemporanee, Arti. Va compondre obres teatrals, un Oratori i música de cambra i per a orquestra.